# Аббасийин (стадион)
«Аббасийи́н» (араб. ملعب العباسيين‎; англ. Abbasiyyin Stadium) — многоцелевой стадион в столице Сирии — Дамаске. Вмещает 30 тысяч зрителей и является крупнейшим стадионом Дамаска, и четвёртым по вместимости стадионом в Сирии. Является домашней ареной сборной Сирии по футболу, а также дамасских футбольных клубов «Аль-Вахда», «Аль-Джаиш» и «Аль-Мадж».
Строительство стадиона было завершено в 1957 году, и открыт также в том же 1957 году. Изначально вмещал 10 тысяч зрителей. Для проведения Панарабских Игр 1976, стадион был полностью перестроен, и стадион стал вмещать 40 тысяч зрителей. В 1992 году на стадионе во второй раз проводились Панарабские Игры 1992. После ещё одной реконструкции, к 2011 году вместимость стадиона сократилось до 30,000. 
6 мая 2001 года на стадионе было проведено богослужение Папы Римского Иоанна Павла II.